# Eike Holsten

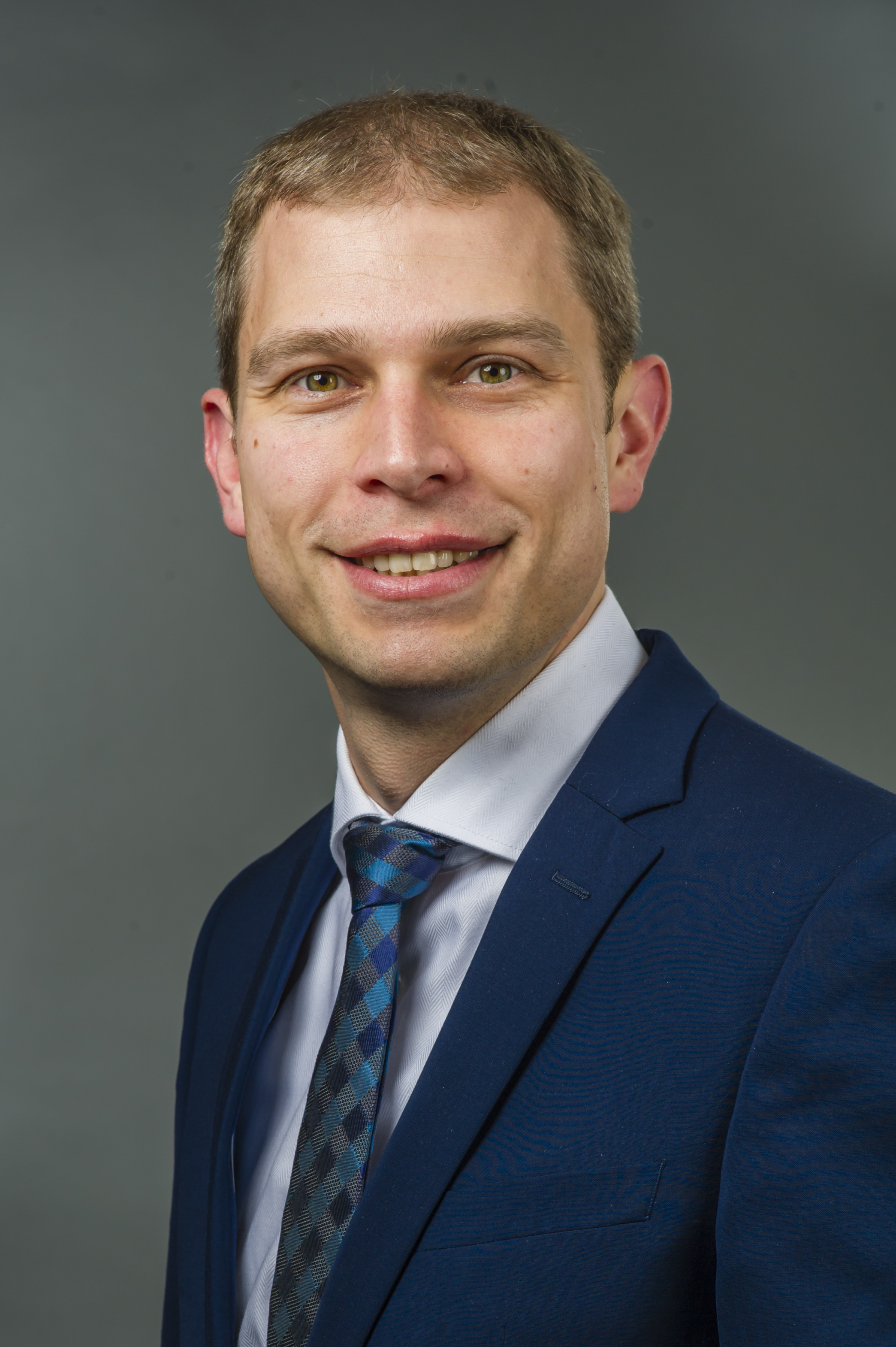
Eike Holsten, 2018

Eike Hendrik Holsten (* 3. Mai 1983 in Zeven) ist ein deutscher Politiker der Christlich Demokratischen Union Deutschlands (CDU). Seit November 2017 ist er Mitglied des Niedersächsischen Landtages.

## Leben
Holsten wuchs in Tarmstedt auf. Nach dem Abitur 2002 am St.-Viti-Gymnasium Zeven studierte er Politikwissenschaften in Bremen. Von 2008 bis 2017 war er als Wissenschaftlicher Mitarbeiter in den Büros der Bundestagsabgeordneten Reinhard Grindel (bis 2016) und Kathrin Rösel tätig.
Holsten ist seit 2000 Mitglied der CDU. Er ist Vorsitzender des CDU-Gemeindeverbandes Rotenburg und stellvertretender Vorsitzender des CDU-Kreisverbandes Rotenburg (Wümme). Seit 2012 ist er Mitglied im Stadtrat von Rotenburg (Wümme) und seit 2016 Mitglied im Kreistag des Landkreises Rotenburg (Wümme). Bei der Landtagswahl am 15. Oktober 2017 gelang ihm der Einzug als Abgeordneter in den Niedersächsischen Landtag für die CDU als Direktkandidat im Wahlkreis 53 (Rotenburg). Bei der Landtagswahl in Niedersachsen 2022 konnte er das Direktmandat verteidigen. 
Beim 12. Niedersachsentag der Christlich-Demokratischen Arbeitnehmerschaft (CDA) Niedersachsen im November 2021 wurde Eike Holsten einstimmig zum Landesvorsitzenden gewählt. Mit 98,4 Prozent der Stimmen erfolgte am 10. Juni 2023 beim 13. Niedersachsentag in Osnabrück Eike Holstens Wiederwahl zum CDA-Vorsitzenden.
Eike Holsten ist verheiratet und hat drei Kinder. Er ist evangelisch-lutherischer Konfession.